# Scolopsis lacrima
Scolopsis lacrima là một loài cá biển thuộc chi Scolopsis trong họ Cá lượng. Loài cá này được mô tả lần đầu tiên vào năm 2019.

## Từ nguyên
Danh từ định danh lacrima trong tiếng Latinh nghĩa là "nước mắt", hàm ý đề cập đến dải xanh lam nổi bật bên dưới mắt của loài cá này.

## Phân bố
S. lacrima hiện chỉ được biết đến ở đảo Grande-Terre của Nouvelle-Calédonie.

## Mô tả
Chiều dài cơ thể lớn nhất được ghi nhận ở S. lacrima là 21,4 cm. S. lacrima và Scolopsis meridiana dễ dàng phân biệt với Scolopsis taenioptera nhờ vào hai dải xanh lam nằm ngang trên chóp mõm (chỉ có một ở S. taenioptera). S. lacrima thì không có nhiều vạch chéo màu tím ở thân dưới như S. meridiana, nhưng có một dải màu sẫm bên dưới đường bên. Cả 3 loài này đều chung đặc điểm là có một đốm đỏ ở phần trên của gốc vây ngực (không có ở các loài Scolopsis khác).
Số gai vây lưng: 10; Số tia vây lưng: 9; Số gai vây hậu môn: 3; Số tia vây hậu môn: 7; Số gai vây bụng: 1; Số tia vây bụng: 5; Số tia vây ngực: 17.